# Norbert Senninger
Norbert Senninger (* 24. Juni 1952 in Ingolstadt) ist ein deutscher Chirurg und Hochschullehrer.

## Leben
Norbert Senninger war erster Sohn der Eheleute Rudolf Senninger, Chemiker, und Annaliese Senninger, geborene Sauer, Redakteurin. 1956 ist die römisch-katholisch geprägte Familie nach Ludwigshafen umgezogen. Dort besuchte er die Wittelsbachschule und später die Albert-Schweitzer-Schule. Im alt- und neusprachlichen Theodor-Heuss-Gymnasium erhielt Norbert Senninger Preise für die beste Leistung im Fach Latein und später für die beste Abiturnote. Gefördert durch die Studienstiftung des Deutschen Volkes 1971–1977 begann er 1971 das Medizinstudium an der Ruprecht-Karls-Universität in Heidelberg.
Nach dem bestandenen Physikum im Jahre 1973 mit Bestnote folgte ein Auslandsaufenthalt in Newcastle upon Tyne in Großbritannien vom August 1974 bis August 1975. Die Promotionsarbeit im Deutschen Krebsforschungszentrum Heidelberg bei Paweletz mit dem Titel Licht- und elektronenmikroskopische Untersuchungen des mitotischen Apparates von HeLa-Zellen nach Behandlung mit einem Heparinoid wurde am 31. Oktober 1977 mit der Note „magna cum laude“ bewertet.
Nach dem Staatsexamen heiratete er im November 1977 seine langjährige Freundin Christina Bauer. Aus der Ehe gingen drei Söhne hervor.

## Karriere
Von Januar 1978 bis März 1979 war Norbert Senninger als Stabsarzt bei der Luftwaffe in München und Karlsruhe tätig. Anschließend folgte ein Jahr Pathologie bei Wilhelm Doerr, bevor er im Mai 1980 seine Karriere bei Fritz Linder begann. Im Jahre 1981 heuerte er, bereits als Assistenzarzt an der Heidelberger Universitätsklinik tätig, auf der Cap Anamur zu einer sechswöchigen Fahrt im südchinesischen Meer an. Dabei wirkte er an der Rettung der sogenannten Boatpeople des Vietnamkrieges mit.
Im September 1982 trat er eine Stelle als postdoc fellow bei Frank Moody in Salt Lake City, USA, und später in Houston, Texas, an. Seine Arbeit beschäftigte sich mit der Pathogenese der Pankreatitis; unter anderem entwickelte er ein Oppossum-Modell, um Opie’s common-channel theory zu bestätigen.
Der Facharztprüfung Chirurgie am 20. Juli 1988 folgten am 19. März 1991 die Teilgebietsbezeichnung Unfallchirurgie, am 12. Juni 1996 die Schwerpunktbezeichnung Viszeralchirurgie sowie am gleichen Tag die Zusatzbezeichnung Spezielle Chirurgische Intensivmedizin. Am 17. Mai 1990 habilitierte sich Norbert Senninger mit dem Thema Die Intestinalisierung des Pankreas – ein neues operatives Konzept bei Resektion und Transplantation.
Am 1. Januar 1991 wurde Norbert Senninger zum Oberarzt und am 1. Oktober 1994 zum Leitenden Oberarzt der chirurgischen Universitätsklinik Heidelberg unter seinem langjährigen Mentor Christian Herfarth ernannt. Am 1. Oktober 1996 folgte er dem Ruf der Westfälischen Wilhelms-Universität Münster auf den Lehrstuhl für Chirurgie.
Am 31. März 2018 wurde Norbert Senninger emeritiert. Während seines Ordinariats wurden mehr als 300 Promotionen, 22 Habilitationen und 12 Außerplanmäßige Professuren an der Klinik für Allgemein- und Viszeralchirurgie des Universitätsklinikums Münster abgeschlossen. Unter seiner Leitung wurden 209 Chirurgen weitergebildet und aus seiner Klinik sind 21 Chefärzte hervorgegangen. Seit 1996 wurden unter seiner Verantwortung mehr als 80.000 Operationen, darunter über 2500 Organtransplantationen, durchgeführt.

## Ehrungen und Ämter
- Vorsitzender der Chirurgischen Arbeitsgemeinschaft Qualitätssicherung (CAQ, 2003–2009)
- Vorsitzender der Chirurgischen Arbeitsgemeinschaft Endoskopie und Sonographie (CAES, 2005–2014)
- Erster Vorsitzender der niederrheinisch westfälischen Chirurgen (2004),
- Kongresspräsident der Deutschen Transplantationsgesellschaft (2003)
- Präsident der Libyan-German Medical Society (2009–2011)
- Ehrenmitglied der Österreichischen Gesellschaft für Chirurgie (2009)
- Ehrendoktorwürde der Medizinischen und Pharmazeutischen Universität Iuliu Hatieganu in Cluj-Napoca/Rumänien (2011)
- Kongresspräsident des Jahreskongresses der DGAV – 133. Kongress der DGCH vom 26. bis zum 29. April 2016
- Fellow of the American College of Surgeons (FACS, 1997)
- Fellow of the Royal College of Surgeons of England (FRCS, 2011)

## Schriften
- C Schleicher, JC Baas, H Elser, N Senninger: Reticuloendothelial system blockade promotes progression from mild to severe acute pancreatitis in the opossum. In: Ann Surg., 2001 Apr;233(4), S. 528–536
- HG Machens, N Senninger, N Runkel, G Frank, R von Kummer, C Herfarth: Use of the hydrogen clearance technique for measurements of pancreatic blood flow. In: J Surg Res., 1993 Aug;55(2), S. 122–130.
- FG Moody, N Senninger, N Runkel: Another challenge to the Opie myth. In: Gastroenterology, 1993 Mar;104(3), S. 927–931.
- M Tanaka, N Senninger, N Runkel, C Herfarth: Hormonal control of opossum sphincter of Oddi motility: role of myoneural continuity o duodenum. In: J Surg Res., 1992 Jul;53(1), S. 91–97.
- JC Coelho, DJ Gouma, FG Moody, N Senninger, YF Li, WY Chey: Sphincter of Oddi and gastrointestinal motility disturbance following alcohol administration in the opossum. In: J World,Surg., 1986 Dec;10(6), S. 990–995
- N Senninger, FG Moody, JC Coelho, DH Van Buren: The role of biliary obstruction in the pathogenesis of acute pancreatitis in the opossum. In: Surgery, 1986 Jun;99(6), S. 688–693.